# Horatia Nelson
Pour les articles homonymes, voir Nelson et Thompson.
Horatia Nelson Thompson, née le 29 janvier 1801 à numéro 23 Piccadilly, Londres, et morte le 6 mars 1881 à Pinner, est la fille illégitime d'Emma Hamilton et Horatio Nelson.

## Biographie

### Jeunesse
Alors que son père, à l'ancre à Torbay, se préparait à faire voile vers la bataille de Copenhague, Horatia Nelson naquit le 29 janvier 1801 dans la maison de Sir William Hamilton (le mari d'Emma) au 23, Piccadilly. Âgée d'une semaine, elle fut confiée à une nourrice appelée Mme Gibson, à qui il fut dit que l'enfant était né six semaines plus tôt, alors qu'Emma était à Vienne. Après la mort du mari d'Emma, le 6 avril 1803, et avant que Nelson ait dû rejoindre le HMS Victory le 18 mai de cette année, Horatia est baptisée à l'âge de deux ans en l'église paroissiale St Marylebone, avec Emma et Horatio en guise de "parrain et marraine". Une histoire de façade fait d'Horatia la fille du vice-amiral Charles Thompson, de la base navale de Portsmouth, avec sa permission. Ses parents naturels l'adoptent plus tard comme orpheline.
Nelson était ravi de la naissance d'Horatia (d'autant plus que son deuxième enfant d'Emma, une autre fille, mourut à quelques semaines, au début de l'année 1803), et il passa autant de temps qu'il pouvait lors de ses brefs séjours à terre entre 1803 et 1805 auprès d'elle et d'Emma, savourant une vie de famille à Merton Place, plus fréquemment et plus facilement après la mort de Sir William.
À l'approche de la bataille de Trafalgar, Nelson écrivit une lettre à Horatia, avec sa bénédiction parentale : 

« Victory, le 19 octobre 1805.
Mon plus cher Ange, le plaisir de recevoir ta lettre du 19 septembre m'a rendu heureux, et je me réjouis d'apprendre que tu es une si bonne fille, et que tu aimes ma chère Lady Hamilton, qui t'adore de tout son cœur.  Embrasse-la pour moi. On me rapporte que les flottes réunies de l'ennemi sortent maintenant de Cadiz, et donc je réponds à ta lettre, ma très chère Horatia, pour te montrer que tu es toujours présente dans mes pensées. Je serai sûr de tes prières pour ma sécurité, la conquête, et un prompt retour à Merton, et à notre aimée et si bonne Lady Hamilton. Sois une bonne fille, fais attention à ce que te dit Miss Connor. Reçoit, ma très chère Horatia, la bénédiction affectueuse de ton père, 
NELSON ET BRONTE. »

Dans sa lettre à Emma du même jour, il écrit : « Je prendrai soin que mon nom vous reste toujours le plus cher, à toi et Horatia, que j'aime toutes deux autant que ma propre vie. » L'un des derniers souhaits de Nelson fut qu'Horatia prît le nom de Nelson, lui laissant 200 £ par an dans son testament et ajoutant : « Je laisse au bénéfice de mon pays ma fille adoptive (sic) Horatia Nelson Thompson, et je désire qu'elle utilise par la suite le seul nom de Nelson. ».
Bien qu'Horatia ait très tôt appris qui était son vrai père et exauçât son souhait, elle n'accepta jamais qu'Emma soit sa mère. C'était dû en partie au fait qu'elles avaient passé dix mois en prison, conséquence des difficultés financières d'Emma après la mort d'Horatio, et en partie à l'insistance d'Emma, après la mort de Nelson, à affirmer qu'elle n'était pas sa mère, mais sa gouvernante. Avant que les dettes ne s'installent, Emma introduisit Horatia dans la haute société. Emma mourut en janvier 1815 et Horatia, qui vivait encore avec elle, s'occupa de ses funérailles avec le consul britannique, puis retourna en Angleterre déguisée en garçon pour échapper à l'arrestation pour les dettes d'Emma en France. À son arrivée à Douvres, elle fut reçue par l'un des beaux-frères de Nelson (les sœurs de Nelson aimaient beaucoup Horatia) et elle demeura jusqu'à son mariage auprès de la sœur de Nelson, Mme Catherine Matcham, dans le Sussex. Ses biographes la décrivent, dans sa jeunesse, comme grande, intelligente, franche et étonnamment érudite. Elle était douée pour les langues (Emma lui avait appris l'italien, le français et l'allemand), la musique et la couture, avec un caractère très vivant.

### Mariage et enfants
Le 19 février 1822, Horatia épouse le révérend Philip Ward (1795-1861) en l'église de Burnham Westgate, où il était alors vicaire, près du village natal de son père, dans le nord du Norfolk. Le grand-père d'Horatia avait aussi été homme d'église. Prêtre anglican de troisième génération, Philip était poète et érudit, et le couple était décrit comme beau et intelligent à son mariage. Les biographes d'Horatia décrivent le mariage comme « la meilleure chose qui soit arrivée » à Horatia. Leurs dix enfants — sept garçons et trois filles, les premiers étant éduqués par leur père à la maison avant d'aller à l'université ou d'entrer dans la vie active — furent : 
- Horatio ou Horace Nelson Ward, né le 8 décembre 1822 à Norfolk, baptisé à Norfolk le jour du 22e anniversaire d'Horatia en janvier 1823, qui obtint plus tard un diplôme de Cambridge, puis revint à Tenterden, près d'Ashford, comme vicaire de son père de 1847 à 1853. Il mourut en 1888.
- Eleanor Philippa Ward (née en avril 1824 à Norfolk).
- Marmaduke Philip Smyth Ward (né le 27 mai 1825 à  Norfolk), qui devient plus tard chirurgien dans la marine royale.
- John James Stephen Ward (13 février 1827 – 1829 à Norfolk).
- Nelson Ward (né le 8 mai 1828 à Norfolk), mis en apprentissage pendant cinq ans auprès d'un notaire de Tenterden, devint plus tard rapporteur à la Court of Chancery et vécut à West Lodge, Pinner, dans le Middlesex.
- William George Ward (né le 8 avril 1830 à Norfolk), plus tard major dans l'armée indienne.
- Edmund Nelson Ward (10 juillet 1832 – 1833), mort à l'âge de six mois.
- Horatia Ward, née le 24 novembre 1833 à Tenterden, se remit du choléra à l'âge de treize ans, épousa un notaire de Lincoln's Inn, William Johnson (un ami et collègue de Nelson Ward, comme lui joueur de cricket) à Tenterden en 1858. Leurs descendants vivaient encore à Tenterden dans les années 1970.
- Philip Ward (mai 1834 - 12 septembre 1865), né à Tenterden, servit en Inde comme lieutenant dans le 25e régiment d'infanterie bengalais.
- Caroline Mary Ward, née en janvier 1836 à Tenterden.